# Taras Dańko
Taras Dańko, ukr. Тарас Григорійович Данько  (ur. 3 lipca 1980 w Kijowie) – ukraiński zapaśnik w stylu wolnym, brązowy medalista olimpijski, brązowy medalista mistrzostw świata, mistrz Europy.
Brązowy medalista igrzysk olimpijskich w Pekinie w 2008 roku w kategorii do 84 kg. Zdobywca siódmego miejsca w igrzyskach olimpijskich w Atenach w 2004 roku.
Brązowy medalista mistrzostw świata w 2005 roku w kategorii do 84 kg. 
Mistrz Europy 2005, wicemistrz z 2007 roku i brązowy medalista mistrzostw w 2006 roku.
Drugi w Pucharze Świata w 2011; piąty w 2000; szósty w 2010 roku.
Jest synem zapaśnika Grigorija Dańko.